# Бирча (гмина)
Бирча (пол. Bircza) — сельская гмина (волость) в Польше, входит как административная единица в Перемышльский повет, Подкарпатское воеводство. Население — 6626 человек (на 2004 год). Административный центр — Бирча.

## История

### В Польской Республике
1 сентября 1939 года германские войска напали на Польшу, началась германо-польская война 1939 года.
17 сентября 1939 года Красная Армия Советского Союза вступила на территорию восточной Польши — Западной Украины, и 28 сентября 1939 года был подписан Договор о дружбе и границе между СССР и Германией.
27 октября 1939 года установлена Советская власть.

### В Советском Союзе
С 14 ноября 1939 года в составе Украинской Советской Социалистической Республики Союза Советских Социалистических Республик.
4 декабря 1939 года в составе Дрогобычской области (Указ Президиума Верховного совета СССР от 4 декабря 1939 года).
10 января 1940 года стал центром Бирчанского района Дрогобычской области.
С августа 1941 года — в Генерал-губернаторстве гитлеровской Германии.

### В Польской Республике
В марте 1945 года передан Польше вместе с районом.

## Фотографии
- Школа
- Памятник